# Фахардо

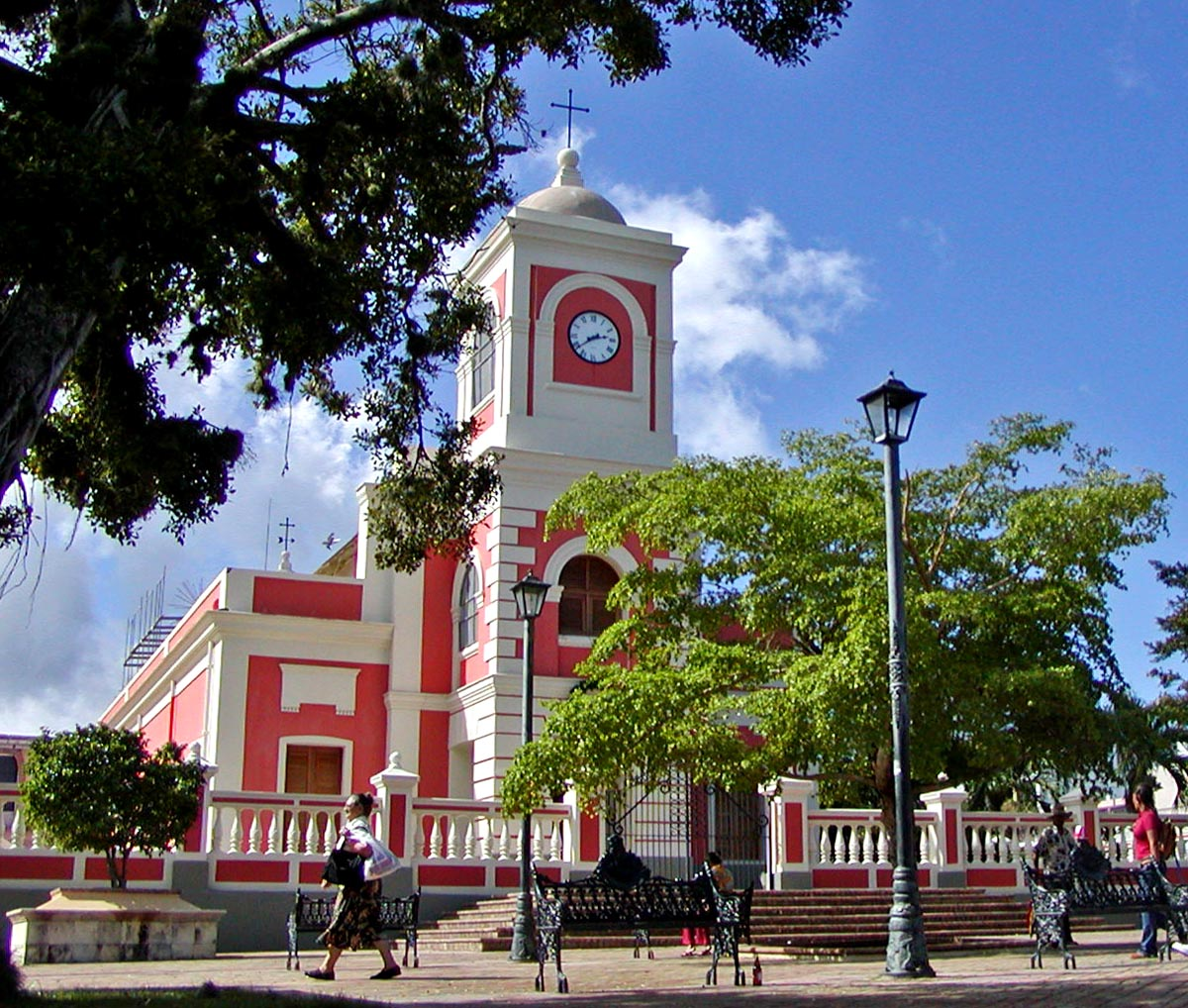
Собор Фахардо

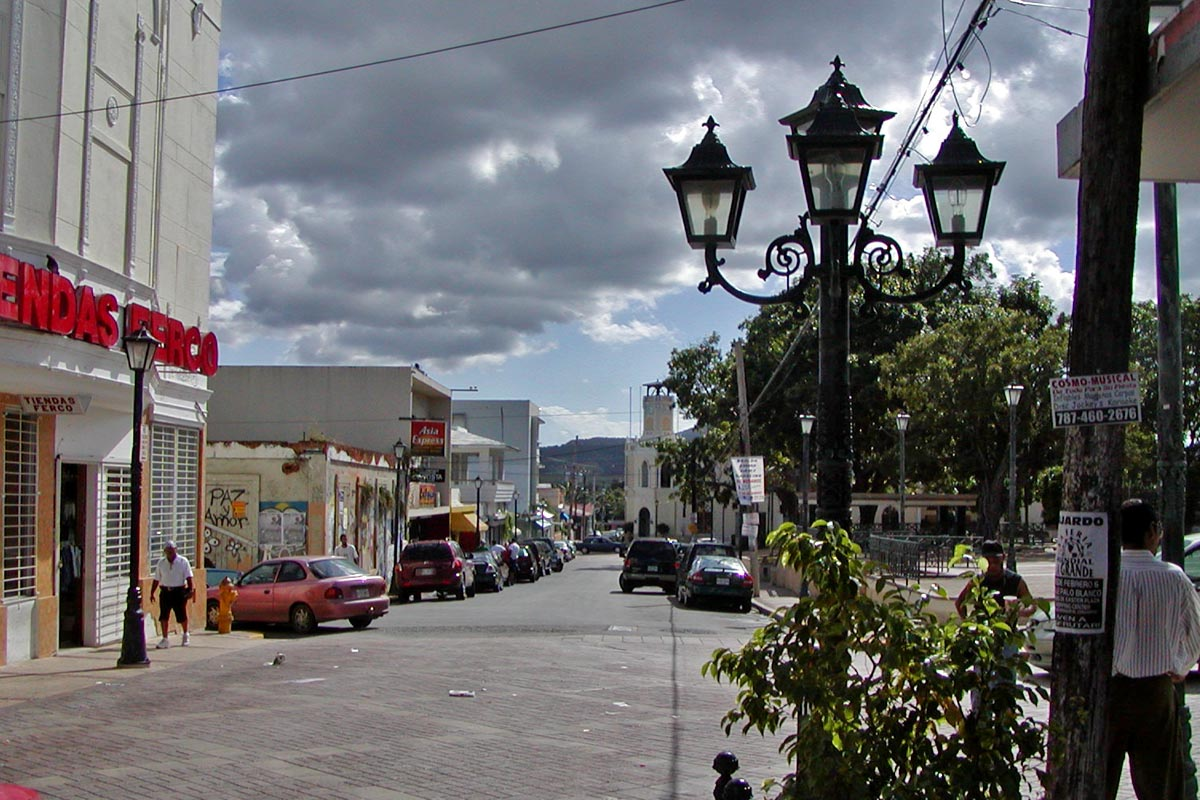
Улица в Фахардо

Фахардо (исп., англ. Fajardo) — город и муниципалитет на Пуэрто-Рико.

## География
Город Фахардо находится на крайнем северо-востоке острова, на побережье Атлантического океана, севернее города Сейба и восточнее Луквильо. Общая площадь муниципалитета (с прилегающим водным пространством, а это 71 % всей территории — включая острова Паломино, Искос и Паломинито) составляет 272,8 км². Фахардо является административным центром городского региона Фахардо (самого небольшого на Пуэрто-Рико). Океанский порт, связующий между собой различные регионы Пуэрто-Рико и этот остров с другими островами и территориями Карибского моря. Имеется аэропорт.
В административном отношении муниципалитет разделён на 18 районов (дистриктов).

## История
Город был основан в 1760 году (по другим сведениям, в 1774) под названием Сантьяго де Фахардо. 1 августа 1898 года, во время испано-американской войны, к Фахардо подошёл американский эсминец «Пуританин» под командованием капитана Фредерика У.Роджерса. С высаженного с этого судна здесь десанта началось вторжение армии США на Пуэрто-Рико.
Университет Пуэрто-Рико впервые был открыт в Фахардо.

## Экономика
В Фахардо работает ряд промышленных предприятий и компаний — электротехнические, металлообрабатывающие, фармакологические, биотехнологиеские. Значительные доходы муниципалитету приносит также туристический бизнес.

## Климат
Климат в регионе Фахардо — влажный, тропический. Вокруг города растут мангровые леса.